# Botaurinae
Die Botaurinae sind eine Unterfamilie innerhalb der Familie der Reiher. Zu der Unterfamilie gehören insgesamt 14 rezente Arten in zwei Gattungen, die nahezu weltweit verbreitet sind und nur in den sehr kalten Regionen der Erde fehlen. Eine fünfzehnte Art, die Schwarzrücken-Zwergdommel, ist vor 1900 ausgestorben. In Mitteleuropa ist die Unterfamilie mit zwei Arten, nämlich der Rohrdommel und der Zwergdommel, vertreten.
Von den Ardeinae, der artenreichsten Unterfamilie innerhalb der Reiher, unterscheiden sich die Botaurinae durch eine Reihe morphologischer Kennzeichen und Verhaltensmerkmale. Die Einordnung in eine separate Unterfamilie wurde durch genetische Untersuchungen bestätigt. Der südamerikanische Zickzackreiher, der lange Zeit zu der Unterfamilie der Tigerreiher gezählt wurde, wird heute ebenfalls zu den Botaurinae gerechnet.

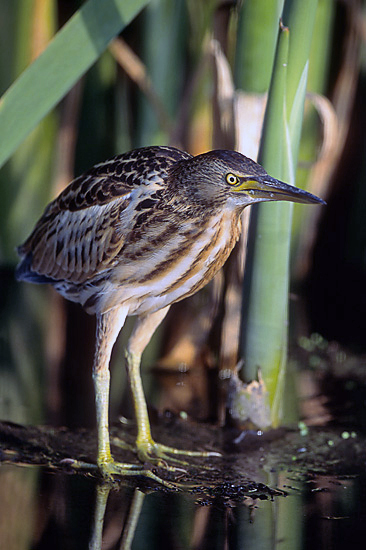
Juvenile Zwergdommel

## Erscheinungsbild
Alle Arten der Botaurinae sind klein bis mittelgroß und weisen 10 Schwanzfedern auf. Die kleinsten Arten finden sich bei den Zwergdommeln, die heute nicht mehr als eine eigenständige Gattung gelten. Die afrikanische Graurückendommel erreicht beispielsweise nur eine Körpergröße von 27 bis 30 Zentimeter und wiegt 142 Gramm, die in den beiden Amerika vorkommende Amerikanische Zwergdommel dagegen wird bis zu 36 Zentimeter groß, wiegt aber weniger als 100 Gramm. Die vier Arten umfassenden Rohrdommeln sind dagegen mittelgroß. Bei der eurasischen Rohrdommel wiegen Weibchen zwischen 817 und 1.150, die Männchen zwischen 966 und 1940 Gramm und erreichen eine Körperlänge von 70 bis 80 Zentimetern.
Allen Arten ist eine gedrungene Gestalt mit einem für Reiher verhältnismäßig kurzen, dicken Hals eigen. Der Schnabel ist verhältnismäßig kurz und hornfarben, kräftig gelblich bis gelblich-grün und bei einigen wenigen Arten auch schwärzlich bis schwarzgrün. Die meisten Arten weisen ein bräunliches Gefieder auf. Die Graurückendommel und die Schwarzdommel haben mit ihrer schieferfarbenen bis schwarzbraunen Körperoberseite die dunkelste Gefiederfärbung. Allen Arten ist gemeinsam, dass die Körperunterseite heller ist als die Oberseite, und die Brust und der Vorderhals weisen bei allen Arten bräunliche Längsstreifen auf. Lediglich die Mandschurendommel weist abweichend von den anderen Arten nur einen dunklen Längsstreifen auf.

## Verbreitung, Bestand und Lebensraum
Botaurinae sind in Nord- und Südamerika, Asien, Afrika, Australien, Neuseeland und Europa vertreten. In Abhängigkeit vom Verbreitungsgebiet handelt es sich um Zugvögel. Einige wenige Populationen verbleiben ganzjährig in ihrem Brutareal. Die verschiedenen Arten der Botaurinae sind in ihrer Lebensweise an das Wasser gebunden. Präferierter Lebensraum sind dichte Vegetationsgürtel entlang von Süßgewässern. Insbesondere die Rohrdommeln benötigen ausgedehnte Schilfgürtel. Einige Arten kommen auch in Salzmarschen und Mangroven vor. 
Die Bestandszahlen der meisten Arten der Zwergdommeln sind auf Grund der sehr versteckten Lebensweise nicht klar. Die Arten der Gattung werden jedoch von der IUCN als ungefährdet (least concern) eingeordnet.

## Lebensweise
Das Nahrungsspektrum der Botaurinae ist sehr breit und umfasst Fische, Krebstiere, Frösche, Kaulquappen, Insekten und kleine Säuger. Die Arten nisten einzelgängerisch oder in sehr lockeren Kolonien. Die Fortpflanzungszeit variiert abhängig vom Verbreitungsgebiet. Die Gelegezahl schwankt zwischen einem und sieben Eiern.

## Systematik
Die folgenden Arten werden zur Unterfamilie der Botaurinae gerechnet:
- Gattung Dommeln, Botaurus
  - Zimtdommel, Botaurus cinnamomeus
  - Schwarzmanteldommel, Botaurus dubius
  - Mandschurendommel, Botaurus eurhythmus
  - Amerikanische Zwergdommel, Botaurus exilis
  - Schwarzdommel, Botaurus flavicollis
  - Streifendommel, Botaurus involucris
  - Nordamerikanische Rohrdommel, Botaurus lentiginosus
  - Zwergdommel, Botaurus minutus
  - † Schwarzrücken-Zwergdommel, Botaurus novaezelandiae
  - Südamerikanische Rohrdommel, Botaurus pinnatus
  - Australische Rohrdommel, Botaurus poiciloptilus
  - Chinadommel, Botaurus sinensis
  - Rohrdommel, Botaurus stellaris
  - Graurückendommel, Botaurus sturmii
- Gattung Zebrilus
  - Zickzackreiher, Zebrilus undulatus

## Belege

### Einzelbelege
1. ↑  Factsheet Ixobrychus novaezelandiae auf BirdLife International
2. ↑  Kushlan et al., S. 329
3. ↑   Kushlan et al., S. 310
4. ↑  Kushlan et al., S. 296
5. ↑  Factsheet Botaurus poiciloptilus auf BirdLife International
6. ↑  IOC World Bird List: Ibis, spoonbills, herons, hamerkop, shoebill, pelicans